# Paloma Hermina Hidalgo
Paloma Hermina Hidalgo est une écrivaine et actrice française, née le 12 novembre 1988, en France. 

## Biographie
Après une enfance en milieu rural et à Miami, Paloma Hermina Hidalgo intègre l’École normale supérieure d’Ulm-Paris où elle mène des recherches croisant philosophie, littérature, psychanalyse, histoire et linguistique. Elle poursuit sa formation à HEC Paris, dont elle est diplômée, et, lors d'échanges, à l'Université de Cambridge et à La Fémis. Alors étudiante, elle se lie avec Marcel Moreau et Michel Deguy, qui la publie.
Un temps agent littéraire junior chez Gyldendal à Copenhague, elle enseigne ensuite à Sciences Po Paris et intervient pour l’UNESCO sur des projets internationaux en éthique de l’intelligence artificielle.  
Elle poursuit dans le même temps une œuvre littéraire transgressive qui mêle cruauté, baroque, conte et mystique, et qui aborde entre autres la psychose, la jouissance sexuelle de l'enfant ou, fait rare, l’inceste mère-fille. Dans ses premiers ouvrages, d'inspiration autobiographique, elle évoque notamment son orphelinisme maternel, son internement en psychiatrie et les abus sexuels vécus depuis l'enfance, tout en les intégrant dans une fiction libre, où la réalité se mêle à la violence de l'imaginaire.
En tant qu'actrice et danseuse, elle s'est notamment produite au Théâtre de la ville et au Théâtre de Chaillot, ainsi qu'aux côtés d'André S. Labarthe. Elle interprète régulièrement ses propres textes,. Le média Zone Critique juge : « Portant ses textes à la scène, Paloma Hermina Hidalgo impose une présence sublime et terrible qui redouble le magistral de son œuvre.»
Elle est en 2024 élue secrétaire générale du Printemps des Poètes, succédant à Emmanuel Hoog. Elle est jurée des six Prix de Poésie Robert Ganzo et secrétaire des deux Prix de Traduction Robert Ganzo.
Lauréate en 2024 du Prix Méditerranée pour Rien, le ciel peut-être, elle refuse toutefois cette distinction pour des raisons politiques, le prix étant en partie doté par la mairie de Perpignan, aux couleurs du Rassemblement National.

## Réception
Paloma Hermina Hidalgo est saluée par Marianne comme un « génie intempestif » et l’autrice de « chefs-d’œuvre ». La revue Europe qualifie son premier roman, Matériau Maman, de « chef-d’œuvre romanesque », ajoutant : « Hidalgo s’inscrit dans la lignée d’un Proust, d’un Cohen ou d’un Camus. Elle "explose" toutes nos catégories et donne une nouvelle définition à la littérature ». La revue Esprit estime, au sujet de son premier livre Cristina : « On ne peut guère plus écrire de la même façon après l’avoir lu. » Des médias comme Le Monde diplomatique ont également loué ses livres, la rapprochant de Sylvia Plath. Alain Borer, préfacier de Cristina, s'exprime : "Cristina constitue un Portique par lequel entrer en Littérature et directement dans ses régions vitales. Il n’est donné qu’à de rares foudroyés de faire pénétrer la lumière du langage dans la nuit du crime."

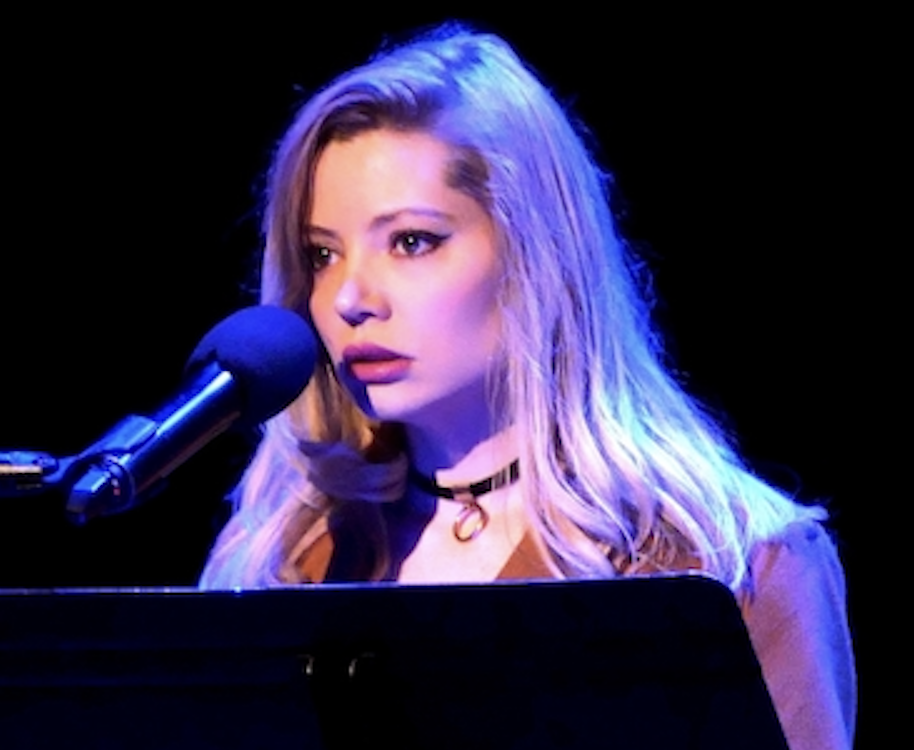
Paloma Hermina Hidalgo

## Parcours critique
Elle débute à dix-sept ans une activité de journaliste, puis, à dix-huit ans, de critique d'art et critique littéraire, écrivant bientôt, sous divers noms de plume, pour des médias tels que Le Monde, Art press, Le Monde diplomatique, France Culture et, dans le monde anglophone, The Times Literary Supplement,. Ces collaborations, initiées très tôt, ont accompagné ses années de formation intellectuelle, avant de laisser place à un engagement plus exclusif dans la recherche et la création.

## Parcours psychanalytique
Formée à la psychanalyse à travers une cure menée dès l'âge de vingt-et-un ans avec Élisabeth Roudinesco, elle a également bénéficié d’un travail analytique ponctuel avec Julia Kristeva, mais s’est détachée de cette approche pour adopter une perspective plus phénoménologique du psychisme[réf. nécessaire].

## Œuvres

### Poésie
- Cristina, Le Réalgar, 80 p., 2020, sous l'hétéronyme de Caloniz Herminia, réédition en 2023, sous le nom de Paloma Hermine Hidalgo, préface d'Alain Borer,  (ISBN 978-2491560621).
- Rien, le ciel peut-être, Sans escale, 100 p., 2023, sous le nom de Paloma Hermine Hidalgo, préface de Dominique Sampiero,  (ISBN 978-2491438234).
- Féerie, ma perte, 64 p., Corlevour, 2025,  (ISBN 978-2372091442).

### Roman
- Matériau Maman, Corlevour, 160 p., 2024,  (ISBN 978-2372091268).

### Théâtre
- La Reine cousue, Frictions, 2023, préface de Bernadette Bost, Paloma Hermine Hidalgo, Une héroïne de Georges Bataille qui deviendrait écrivain.

### Ouvrages collectifs
- « Gélodacrye » in Petit Encomium de mots (plus ou moins) rares, Malo Quirvane, 48 p., 2024,  (ISBN 978-2490828302).
- « Keepsake » in Amazuz, Edwarda, 198 p., 2025, EAN 1004265676728.

### Anthologies
- Ces instants de Grâce dans l'éternité, Le Castor Astral, 499 p., 2024,  (ISBN 979-1027803712).
- Esprit de résistance - L'Année poétique, Seghers, 396 p., 2025,  (ISBN 978-2232148101).
- Volcaniques, IDEM, 76 p., 2025,  (ISBN 978-2364300804).

### Catalogues d’exposition et monographies
- « Un regard sur la scène française : histoires communes et peu communes », in Art Paris 2020, Issuu, 222 p., 2020.

- « Symbiosium. Cosmogonies spéculatives », Fondation Fiminco et Centre Wallonie-Bruxelles, 187 p., 2023.
- Fanny Ferré, Capazza, 140 p. 2023,  (ISBN 979-1096669493).
- Antoine Leperlier. Veduta Interna, Capazza, 22 p., 2025,  (ISBN 979-1096669684).

## Prix et distinctions
- 2021 : Bourse Gina Chenouard de la SGDL pour Rien, le ciel peut-être.
- 2024 : Prix « On n’est pas sérieux » pour Rien, le ciel peut-être.
- 2024 : Prix Méditerranée pour Rien, le ciel peut-être (refusé par l’autrice pour motif politique).
- 2025 : Bourse Ekphrasis de la critique d’art de l’ADAGP & l’AICA.

## Actrice
- Puzzle, avec André S. Labarthe, film de Sébastien Loghman, 2010[10].
- Aegean, de Yórgos Lánthimos, 2010.
- Kookaï, de François Ferracci, 2010.
- Paris, Texas, autour de Wim Wenders, American Center for the Arts, rôle de Nastassja Kinski, Paris, 2010.
- Zelda and Fitz, American Center for the Arts, Paris, rôle de Zelda Fitzgerald, 2010.
- Matériau Maman, Maison de la poésie, Paris, 2024.

## Danseuse
- Fragments d'un discours amoureux, silhouette, d'Arnaud Churin, Théâtre de la Bastille, 2009.
- Antisweden, de Julien Carlier, 2010.
- Civic Mimic, de Richard Siegal, Théâtre de Chaillot, Paris, 2010.
- La Danse des étoiles, de Marie de Testa et Carolina Castañeda, Théâtre de la ville/Musée de la danse, Paris, 2012.